# Драматично-куклен театър „Иван Димов“
Драматично-куклен театър „Иван Димов“ се намира в град Хасково.

## История
Театърът е основан от група ентусиасти през 1921 г.
Театърът е драматичен до 2000 г., когато е обединен с градския куклен театър и получава статут на продуциращ център. Финансирането на театъра е поделено между държавата и общината, но всяка година се защитават и проекти за финансиране пред Министерство на културата. Възприет е и принципът на копродуцирането, като партньори в тези творчески проекти са Народният театър „Иван Вазов“, Сатиричният театър „Алеко Константинов“, Театър „Сълза и смях“ и други.
На сцената на ДКТ „Иван Димов“ са поставени за първи път над 30 български театрални постановки, а всяка година се поставят между четири и шест нови драматични и куклени пиеси. Театърът покрива широк спектър от театрални жанрове – от класическа драма до съвременна драматургия.

## Сграда на театъра
Сградата на театъра, в която той се помещава и до днес, е построена през 1925 г., благодарение на дарения от граждани и средства, отпуснати от общината. Сградата разполага с две зали: голяма зала с 290 места, и малка – със 110.

## Галерия
- Снимки на групата на Хасковския театър от 1924 г., Държавна агенция „Архиви“